# Obcy w domu (film 1989)
Obcy w domu (ang. Hider in the House) – amerykański thriller z 1989 roku w reżyserii Matthew Patricka.

## Opis fabuły
Po wyjściu z zakładu psychiatrycznego Tom (Gary Busey) urządza sobie mieszkanie na strychu nowego domu. Wkrótce kupują go Julie (Mimi Rogers) i Phil (Michael McKean) Dreyerowie. Pozostający w ukryciu Tom obserwuje ich życie. Czuje się jak członek rodziny. Kiedy odkrywa, że Phil zdradza Julie, postanawia się zemścić.

## Obsada
- Gary Busey jako Tom Sykes
- Mimi Rogers jako Julie Dreyer
- Michael McKean jako Phil Dreyer
- Kurt Christopher Kinder jako Neil Dreyer
- Candace Hutson jako Holly Dreyer
- Elizabeth Ruscio jako Rita
- Chuck Lafont jako doktor Gordon
- Bruce Glover jako Gene Hufford
- Jake Busey jako Tom Sykes